# يوحنا بيرت
يوحنا بيرت (بالإنجليزية: John Burt)‏ (1 يناير 1801 بإنجلترا في المملكة المتحدة - ) هو لاعب كرة قدم بريطاني في مركز الهجوم. لعب مع نادي بلاكبول.